# Olympische Jugend-Sommerspiele 2014/Teilnehmer (Demokratische Republik Kongo)
| Gelbes Symbol für Goldmedaillen mit stilisierten Olympischen Ringen | Graues Symbol für Silbermedaillen mit stilisierten Olympischen Ringen | Braundes Symbol für Bronzemedaillen mit stilisierten Olympischen Ringen |
| ------------------------------------------------------------------- | --------------------------------------------------------------------- | ----------------------------------------------------------------------- |
| —                                                                   | —                                                                     | —                                                                       |

Die Jugend-Olympiamannschaft der Demokratischen Republik Kongo für die II. Olympischen Jugend-Sommerspiele vom 16. bis 28. August 2014 in Nanjing (Volksrepublik China) bestand aus vier Athleten.

## Athleten nach Sportarten

### Leichtathletik
| Mädchen - Inesse Kazadi Tshinguta 3000 m: 18. Platz 8 × 100 m Staffel: 40. Platz | Jungen - Djafar Swedi Weitsprung: 12. Platz 8 × 100 m Staffel: 9. Platz |

### Schwimmen
Jungen
- Jonathan Sokomayi Mubikayi
50 m Freistil: 49. Platz

### Taekwondo
Mädchen
- Glody Mwaka Masale
Klasse bis 55 kg: 5. Platz